# 래프팅

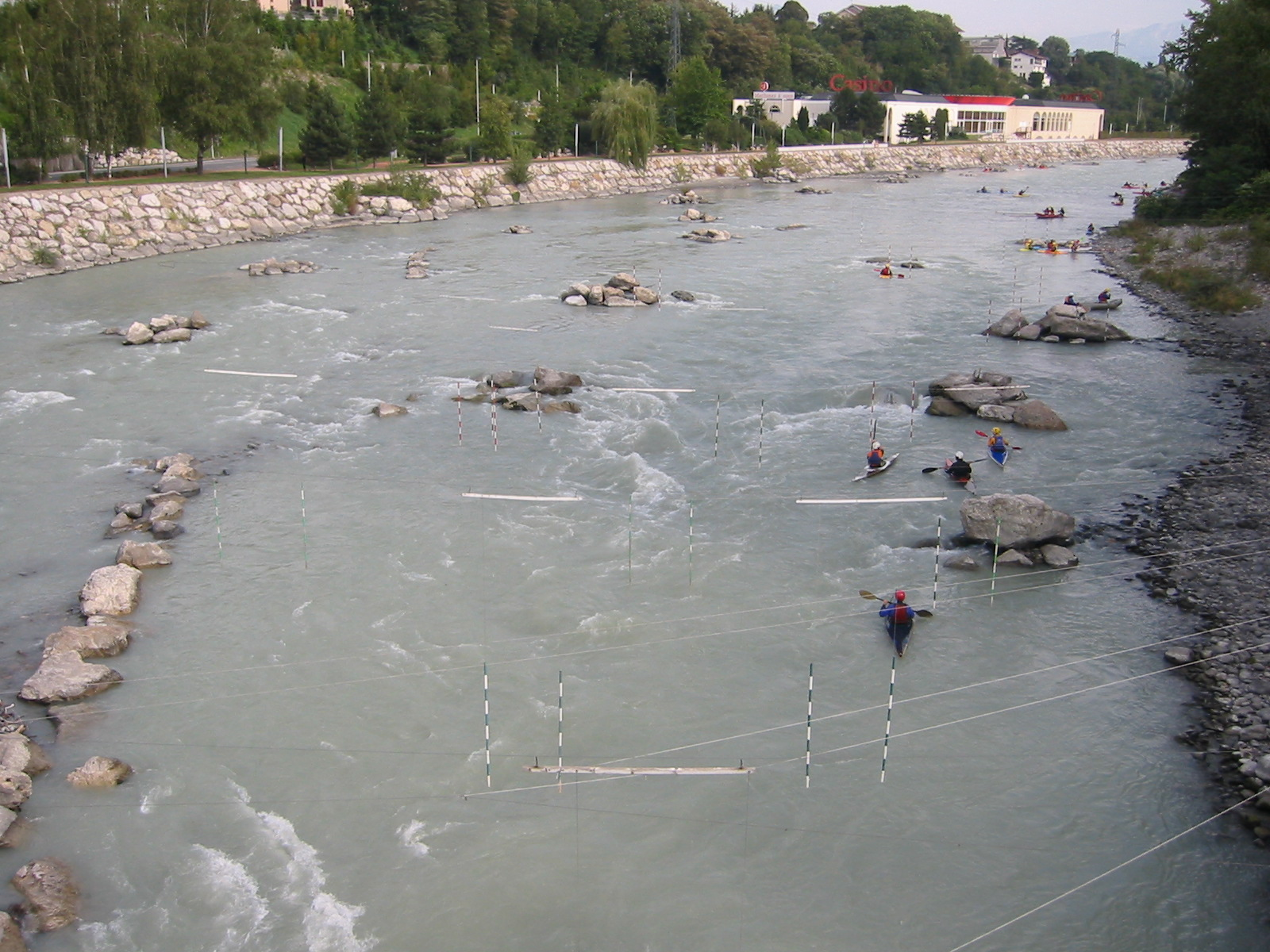

래프팅(rafting)은 PVC나 고무로 만든 보트를 타고 계곡이나 강의 급류를 타는 레저 스포츠이다. 래프팅은 원시시대에 통나무 뗏목을 타고 강을 건너던 것을 탐험레포츠로 변형, 발전시킨 것이다.

## 역사
최초의 래프팅은 1811년으로 거슬러 올라가며, Wyoming의 스네이크 리버의 탐험 계획 시도에서 최초로 기록되었다. 1940년 6월 9일, 클라이드 스미스(Clyde Smith)는 스네이크 리버 캐년의 성공적인 여행을 주도했다.

## 같이 보기
- 국제 래프팅 연맹